# Дунай (плато)
Плато Дунай (лат. Danube Planum) — рифтовая столовая гора на поверхности спутника Юпитера Ио, расположенная на ведомом полушарии, по координатам 22,73° ю. ш. 102,56° в. д., к юго-западу от вулкана Пеле. Официальное название Дунаю дал Международный астрономический союз, в 1985 году.

## Строение
Диаметр плато Дунай составляет 244 км, высота — 5,5 км. Гора разделена каньоном шириной от 15 до 25 км, идущим с северо-востока на юго-запад и рассекающим Дунай на две основные, западную и восточную, горы; вдобавок, на южном краю имеется ещё несколько блоков. Внешняя граница плато отмечена обрывами высотой от 2,6 до 3,4 км. Вдоль основания западной части плато видны следы обвалов в форме отложений от оползней. На северном и южном краях Дуная расположены две патеры. В частности, северный вулкан Пеле является одним из самых активных вулканов Ио. Один из разломов, формирующих Дунай, может выступать в роли канала для магмы, поднимающейся на поверхность Пеле.